# إسكانويلا
بلدية إسكانويلا (بالإسبانية: Escañuela) هي بلدية تقع في مقاطعة خاين التابعة لمنطقة أندلوسيا جنوب إسبانيا.

## الديموغرافيا
بلغ عدد سكان بلدية إسكانويلا 995 نسمة عام 2011 (وفقاً للمعهد الوطني للإحصاء الإسباني).
| 1.005 | 951 | 949 | 956 | 949 | 970 | 995 |